# Чариж
Чариж (пол. Czaryż) — село в Польщі, у гміні Сецемін Влощовського повіту Свентокшиського воєводства.
Населення — 183 особи (2011).
У 1975-1998 роках село належало до Ченстоховського воєводства.

## Демографія
Демографічна структура на день 31 березня 2011 року:
|          | Загалом | Допрацездатний вік | Працездатний вік | Постпрацездатний вік |
| -------- | ------- | ------------------ | ---------------- | -------------------- |
| Чоловіки | 95      | 19                 | 69               | 7                    |
| Жінки    | 88      | 16                 | 44               | 28                   |
| Разом    | 183     | 35                 | 113              | 35                   |